# Batalha do Cabo Saric
A Batalha do Cabo Saric foi um confronto naval travado durante a Primeira Guerra Mundial entre forças da Rússia sob o comando do vice-almirante Andrei Eberhardt contra aquelas do Império Otomano sob o vice-almirante Wilhelm Souchon. Ela ocorreu em 18 de novembro de 1914 no Mar Negro, ao sul da península da Crimeia, um dia depois de cinco couraçados pré-dreadnought russos com suas escoltas terem realizado uma operação de bombardeio litorâneo contra a cidade otomana de Trebizonda. Os otomanos enviaram o cruzador de batalha Yavuz Sultan Selim e o cruzador rápido Midilli para interceptá-los, e os russos, sabendo desta partida, se prepararam para um confronto.
A batalha começou pouco depois do meio-dia, com os russos abrindo fogo primeiro, porém enfrentaram problemas com os dados de seu controle de disparo. Consequentemente, diferentes couraçados receberam dados diferentes para mirar contra o Yavuz Sultan Selim. A capitânia russa Evstafi mesmo assim conseguiu acertar um projétil de 305 milímetros no navio otomano, matando treze tripulantes. O Yavuz Sultan Selim respondeu e acertou quatro projéteis contra o Evstafi, matando 34 homens. Souchon decidiu abandonar a batalha depois de catorze minutos, mesmo tendo navios superiores. Eberhardt por sua vez foi criticado pelo comando naval russo por um suposto excesso de cautela.

## Antecedentes
O cruzador de batalha SMS Goeben e o cruzador rápido SMS Breslau da Marinha Imperial Alemã ficaram presos no Mar Mediterrâneo quando a Primeira Guerra Mundial começou, fugindo para Constantinopla. Suas chegadas no Império Otomano provocaram protestos de Rússia, França e Reino Unido. Os otomanos ainda estavam neutros e, segundo acordos internacionais, não poderiam permitir que os navios atravessassem Dardanelos até o Mar Negro. Para contornar esta situação, o embaixador alemão sugeriu que eles fossem transferidos para a Marinha Otomana. Em resposta aos protestos, os otomanos pagaram quinhentas mil libras pelas embarcações, que foram renomeadas para Yavuz Sultan Selim e Midilli, respectivamente. A cerimônia formal de transferência ocorreu em 16 de agosto, enquanto no dia seguinte chapéus fez foram distribuídos para os tripulantes alemães e todos foram aceitos na Marinha Otomana pelo Ministério de Assuntos Navais. O vice-almirante alemão Wilhelm Souchon permaneceu no comando.
Souchon, seguindo instruções do imperador Guilherme II da Alemanha, começou a fazer esforços para levar a Marinha Otomana ao Mar Negro para exercícios. Ele foi nomeado em 9 de setembro como o Primeiro Comandante da Marinha, efetivamente deixando as forças navais otomanas sob a influência alemã. A diplomacia russa e francesa conseguiu manter o Império Otomano fora da guerra até 27 de outubro, quando o Yavuz Sultan Selim, Midilli e outros nove navios navegaram sob Souchon e fizeram uma incursão contra embarcações e portos russos no Mar Negro. Bombardearam Odessa, Sebastopol, Novorossisk e Teodósia, afundando um lança-minas e quinze navios de transporte, danificando seriamente um contratorpedeiro e capturando um carvoeiro com seus oficiais e tripulantes. Silos de trigo e depósitos de petróleo foram destruídos em Novorossisk. A Rússia declarou guerra contra o Império Otomano em 2 de novembro, seguida pelo Reino Unido três dias depois. Neste mesmo dia os contratorpedeiros russos Gnevni, Pronzitelni e Derzki minaram a entrada do Bósforo. Em 6 de novembro, o couraçado Rostislav, o cruzador protegido Kagul e seis contratorpedeiros bombardearam Zonguldak, danificando três navios otomanos e afundando outros quatro. O Midilli bombardeou Poti no dia seguinte, enquanto no dia 14 um submarino russo bombardeou Trebizonda.

## Batalha
A Frota do Mar Negro russa partiu ao meio-dia de 15 de novembro com o objetivo de bombardear Trebizonda, o principal porto otomano usado para apoiar a Frente do Cáucaso. O bombardeio ocorreu às 7h00min do dia 17. O Yavuz Sultan Selim e o Midilli sob o comando de Souchon partiram às 13h00min a fim de interceptaram os russos no caminho de volta. As tripulações dos dois navios eram mistas de alemães e otomanos. O vice-almirante russo Andrei Eberhardt, o comandante da força de bombardeio, foi informado que as embarcações otomanas tinham deixado Constantinopla e ordenou que seus navios se preparassem para uma batalha.

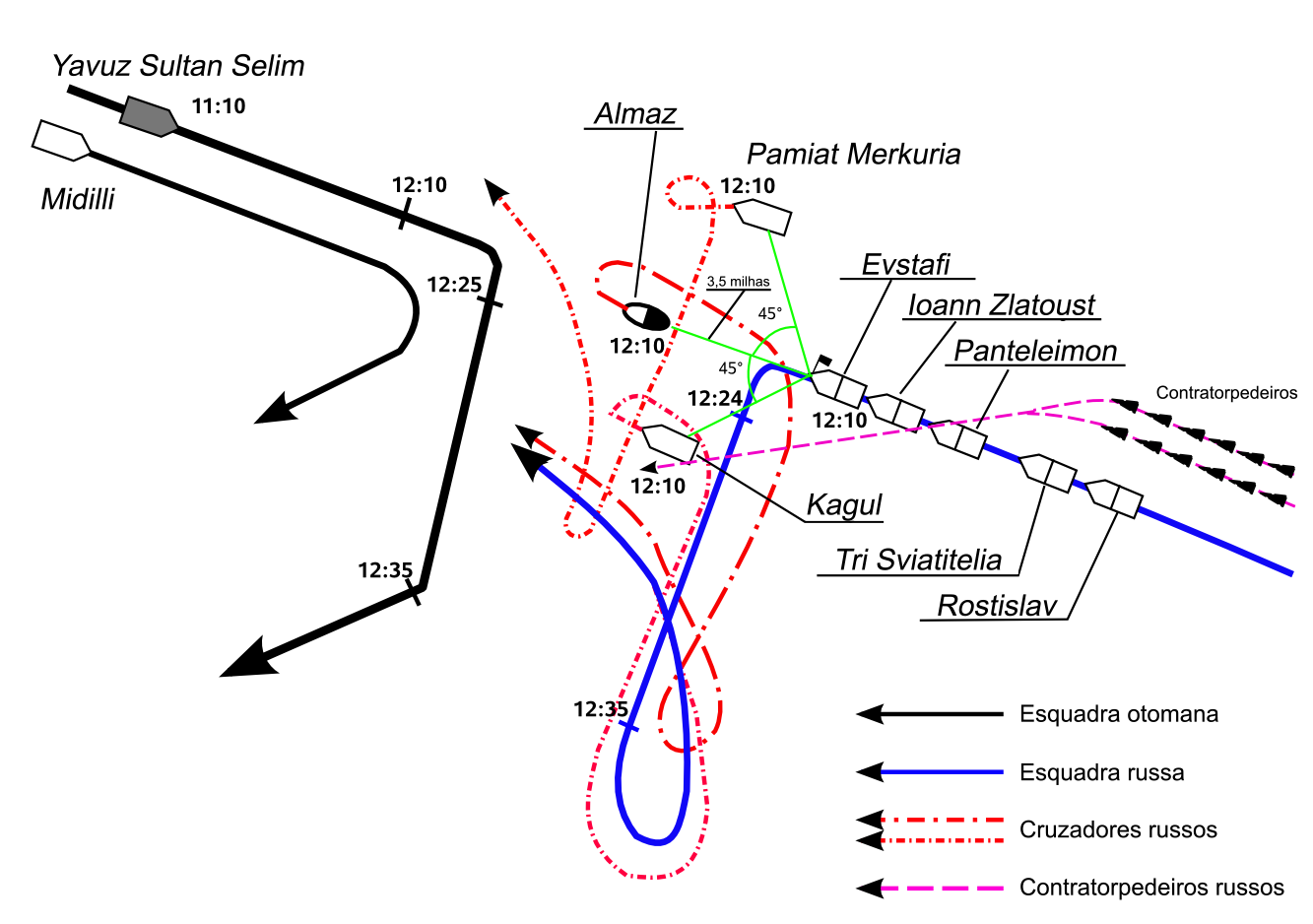
Mapa da batalha

A frota russa estava rumando para o norte de volta para Sebastopol na manhã de 18 de novembro, com uma densa neblina começando a se dissipar e melhorar a visibilidade. A força consistia na capitânia Evstafi com Eberhardt a bordo, os couraçados Ioann Zlatoust, Panteleimon, Tri Sviatitelia e Rostislav, os cruzadores Kagul, Pamiat' Merkuria e Almaz, os contratorpedeiros Gnevni, Bespokoini, Pronzitelni, Leitenant Shestakov, Kapitan-leitenant Baranov, Leitenant Zatsarenni e Kapitan Saken, mais os barcos torpedeiros Jutki, Jivoi, Jarki, Jivuci, Zvonki e Zorki. A formação tinha o Almaz na vanguarda com os outros cruzadores, os couraçados 6,4 quilômetros à ré e os contratorpedeiros e barcos torpedeiros à ré destes. O Zorki ficou para trás por um problema na sua hélice, com o Jivoi sendo enviado em seu auxílio. O Yavuz Sultan Selim e o Midilli encontraram os russos a aproximadamente dezessete milhas náuticas (31 quilômetros) do Cabo Saric, na Crimeia. O Almaz relatou fumaça no horizonte às 11h40min. Eberhardt diminuiu o espaço entre seus navios e ordenou que os contratorpedeiros e barcos torpedeiros ficassem mais à ré. O Midilli avistou o Almaz às 12h05min, com Souchon colocando suas embarcações em velocidade máxima.
A Frota do Mar Negro, baseada em experiências adquiridas na Guerra Russo-Japonesa, tinha desenvolvido uma tática de batalha baseada na concentração de fogo de vários navios contra um único inimigo sob a direção de um navio-mestre. Desta forma, Eberhardt pretendia concentrar os disparos de seus três couraçados na vanguarda contra o Yavuz Sultan Selim a partir do controle geral de disparo do Ioann Zlatoust. Entretanto, este estava mais para ré e não conseguiu determinar a distância para o navio otomano, criando a chance para que o cruzador de batalha cruzasse o "T" dos russos. Isto deixou o Evstafi inseguro sobre o rumo exato dos otomanos, com Eberhardt ordenando que seus navios acelerassem para catorze nós (26 quilômetros por hora), próximo de suas velocidades máximas, e realizassem uma virada de noventa graus para o sudoeste. A virada dos couraçados russos começou às 12h19min. Souchon respondeu alguns minutos depois, virando para o sul e estabelecendo um curso a nove quilômetros a oeste da linha de batalha russa, ligeiramente mais à ré e aproximando-se lentamente. Os cruzadores, contratorpedeiros e barcos torpedeiros russos permaneceram fora do alcance dos canhões otomanos e não participaram ativamente da batalha.
O sistema de controle de disparo do Ioann Zlatoust rapidamente apresentou um mal funcionamento, gerando dados de disparo errôneos. Os outros navios fizeram medições com seus próprios sistemas de controle de disparo a chegaram a diferentes dados devido aos efeitos da neblina e fumaça. Eberhardt, não querendo esperar mais, ordenou às 12h24min que o Evstafi abrisse fogo com seus próprios dados independentemente dos outros couraçados. Um projétil de 305 milímetros da primeira salva do Evstafi disparado de uma distância de aproximadamente sete quilômetros atingiu um dos canhões secundários de 149 milímetros do Yavuz Sultan Selim, perfurando parcialmente sua casamata blindada e detonando a munição de pronto uso guardada dentro. Treze tripulantes morreram e outros três ficaram feridos. Este seria o único acerto russo no decorrer de toda a batalha. A bateria secundária do cruzador de batalha ficou inoperante por algum tempo em consequência desse acerto. Souchon decidiu se afastar um pouco ao ser informado do acerto. Eberhardt ordenou às 12h33min que o Gnevni, Bespokoini e Pronzitelni, seus contratorpedeiros mais rápidos, lançassem um ataque de torpedos.

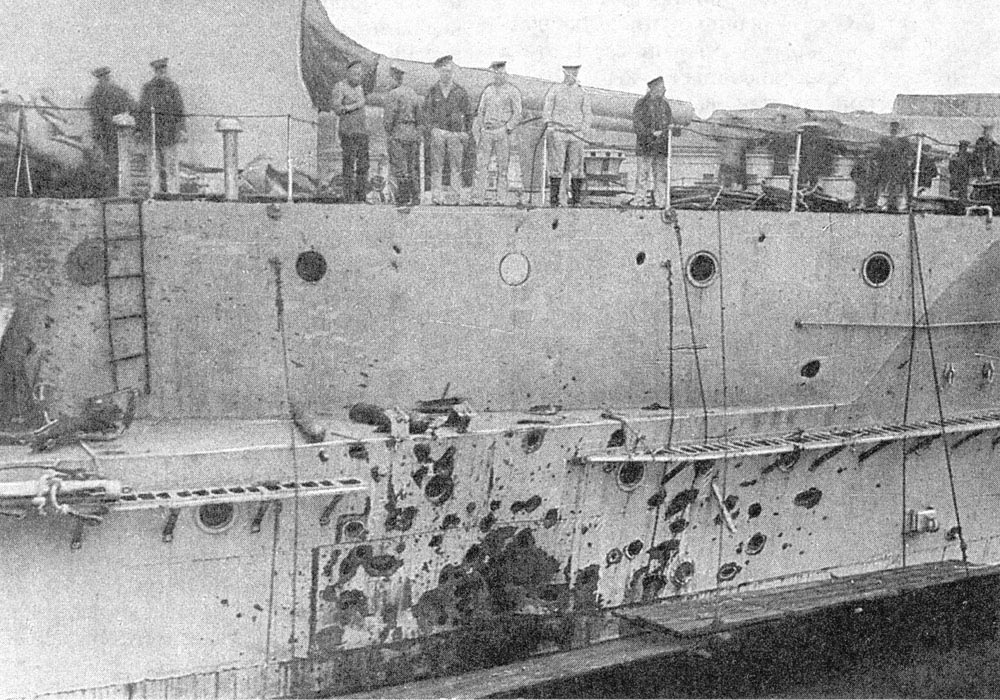
Parte dos danos sofridos pelo Evstafi durante a batalha

O Yavuz Sultan Selim tinha aberto fogo também às 12h26min. Um projétil de 283 milímetros da primeira salva atingiu a chaminé do meio do Evstafi e detonou depois de atravessá-la por completo, destruindo a antena para o rádio de controle de disparo. Consequentemente, o Evstafi perdeu contato de rádio e não conseguiu repassar correções para os dados de disparo do Ioann Zlatoust, assim os outros couraçados usaram os dados errados ou nem chegaram a abrir fogo por não conseguirem enxergar o inimigo. O Evstafi foi acertado novamente pela terceira salva do Yavuz Sultan Selim. Dois projéteis perfuraram duas casamatas dos canhões secundários, causando incêndios e um deles explodindo dentro do refeitório dos oficiais, com estilhaços atingindo a sala de caldeiras abaixo. Os otomanos acertaram o Evstafi mais uma vez às 12h35min; o projétil detonou na água, mas seus estilhaços causaram danos à parte não blindada do casco e destruíram a antepara longitudinal da enfermaria. Souchon decidiu encerrar o combate depois de catorze minutos de batalha. O Yavuz Sultan Selim desapareceu às 12h39min e os contratorpedeiros foram incapazes de encontrá-lo. Enquanto isso e mais atrás na linha russa, o Tri Sviatitelia e o Rostislav tentaram atacar o Midilli, mas este também desapareceu na neblina.
O Yavuz Sultan Selim disparou ao todo dezenove projéteis de 283 milímetros, doze enquanto seguia em um curso paralelo e sete após virar para recuar. Três acertaram o Evstafi diretamente e um outro caiu perto e infligiu danos de estilhaços, causando 34 mortos e 24 feridos. O Evstafi disparou dezesseis projéteis de 305 milímetros, catorze de 203 milímetros e dezenove de 152 milímetros, acertando um de 305 milímetros. O Ioann Zlatoust disparou seis projéteis de 305 milímetros e o Tri Sviatitelia disparou doze de mesmo tamanho, todos erraram. O Panteleimon não disparou porque não conseguiu enxergar o inimigo. O Rostislav disparou dois projéteis de 254 milímetros e seis de 152 milímetros contra o Midilli, que também foi alvo de alguns projéteis de 152 milímetros do Tri Sviatitelia, mas o cruzador não foi danificado.

## Consequências
Os consertos do Evstafi demoraram menos de um mês, com o navio voltando ao mar três semanas depois da batalha. A Batalha do Cabo Saric foi a primeira travada entre navios capitais durante a Primeira Guerra Mundial. Souchon nunca explicou porque decidiu encerrar o confronto, mesmo tendo navios superiores e estivesse causando mais danos aos inimigos do que sofrendo. Mesmo com os otomanos terem sido aqueles que recuaram primeiro, Eberhardt foi criticado posteriormente por sua condução da batalha. O comando naval russo atribuiu o resultado inconclusivo do confronto a um suposto excesso de cautela por parte do vice-almirante, também considerando o fato dele não ter voltado ao mar até o fim dos reparos do Evstafi como mais uma prova dessa cautela. Confrontos entre forças russas e otomanas continuaram pelos meses seguintes.